# Jonathan Septimus
Vous lisez un « bon article » labellisé en 2024.
Pour les articles homonymes, voir Septimus.
Le professeur Jonathan Septimus est un personnage de fiction de la série Blake et Mortimer, créé par le dessinateur belge Edgar P. Jacobs. Il apparaît pour la première fois dans La Marque jaune, troisième aventure et sixième album de la série dont la prépublication dans le magazine Tintin commence le 5 août 1953.
Psychiatre londonien, le Dr Septimus fréquente la bonne société du Centaur Club mais ses allures de gentleman masquent sa vraie personnalité et son désir de vengeance. Ses travaux sur le contrôle de l'esprit humain qu'il publie sous le pseudonyme du Dr Wade dans les années 1920 suscitent l'indignation et les moqueries des journalistes comme de la communauté scientifique. Un temps exilé au Soudan, il revient à Londres avant le déclenchement de la Troisième Guerre mondiale pour exercer son châtiment. Dans son laboratoire secret, il met au point le « télécéphaloscope », un appareil qui utilise « l'onde Méga » pour contrôler à distance le cerveau d'Olrik, le commander et lui imposer de commettre une série de méfaits qu'il signe de la lettre μ tracée à la craie jaune. Septimus est finalement démasqué par le professeur Mortimer, avant que sa créature ne se retourne contre lui et l'anéantisse au moyen de sa propre invention.
Véritable incarnation du Mal, Jonathan Septimus est le premier savant fou des aventures de Blake et Mortimer. Son personnage s'inscrit dans une longue tradition littéraire et cinématographique de scientifiques maudits, à l'image du docteur Jekyll, du docteur Mabuse ou du docteur Caligari.

## Le personnage dans la série

### Biographie fictive

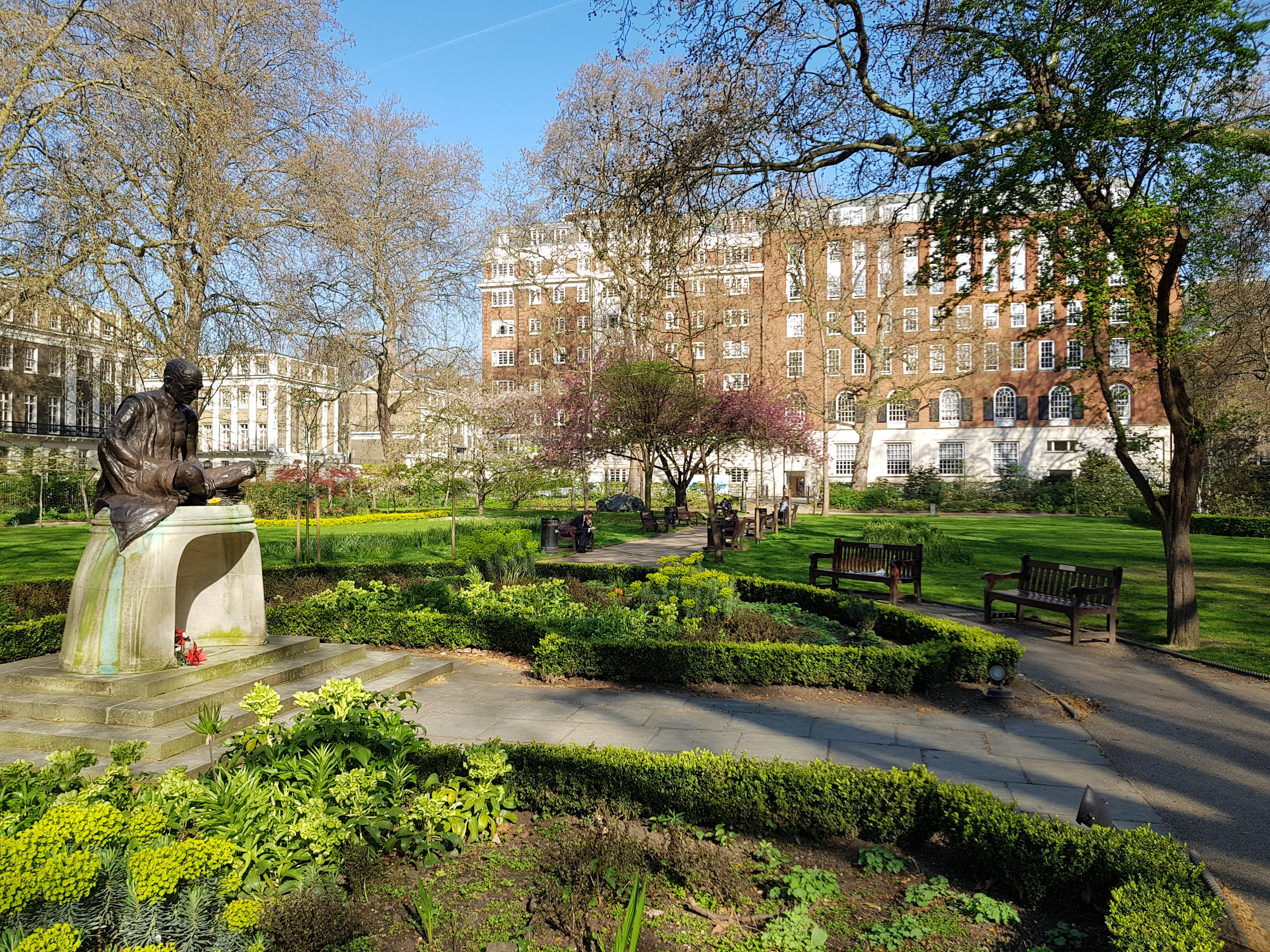
Tavistock Square, où vit le Dr Septimus.

Jonathan Septimus est un psychiatre londonien, auteur de monographies scientifiques. Il porte des lunettes, possède un regard « vif et pénétrant, rehaussé par le rictus froid et arrogant de la bouche ». Personnage d'apparence respectable, il fréquente le Centaur Club comme bon nombre de gentlemen de la bonne société londonienne. L'imposante bibliothèque qu'il possède à son domicile témoigne de son érudition. Son caractère est plus tourmenté. Il affiche une certaine nervosité qui « le porte au débordement comme à l'abattement ».
En 1920, il découvre « l'onde Méga », c'est-à-dire l'onde cérébrale qui assure la direction et le contrôle de l'esprit, de l'action et des instincts humains. Il publie ses recherches sous le pseudonyme du Dr J. Wade et affirme que « celui qui serait capable de capter et de gouverner à sa guise l'onde Méga d'un individu déterminé, se rendrait ainsi maître de toute son activité psychique et ferait de lui un instrument aussi docile que puissant ». Le livre provoque un tollé et reçoit des critiques de toutes parts. Son éditeur, James Thornley, intente un procès en diffamation qu'il perd finalement car, d'après le juge Vernay, « non seulement ce livre constitue une hérésie scientifique, mais de plus il attente à la morale publique ». Après la mort de Thornley, Jonathan Septimus s'installe au Soudan à Fanaka, une petite ville de l'état du Nil Bleu. Le commissaire du district lui confie un homme retrouvé errant dans le désert et visiblement amnésique, qui n'est autre que le colonel Olrik, dont Septimus entend faire son cobaye pour démontrer ses théories. De fait, il le surnomme « Guinea Pig » et revient s'installer à Londres alors que la Troisième Guerre mondiale éclate.,.
Le Dr Septimus, ayant été requis par les services sanitaires de l'armée, fait construire un abri sous son domicile de Tavistock Square. Il y installe son laboratoire dans lequel il développe ses recherches. Scientifique de génie, il met au point, dans le plus grand secret, le « télécéphaloscope », un appareil qui utilise « l'onde Méga » pour contrôler à distance le cerveau d'Olrik, le commander, et ainsi assouvir son désir de vengeance auprès de ceux qui l'ont autrefois humilié.

### Apparition dans les albums

#### Rôle central dansLa Marque jaune

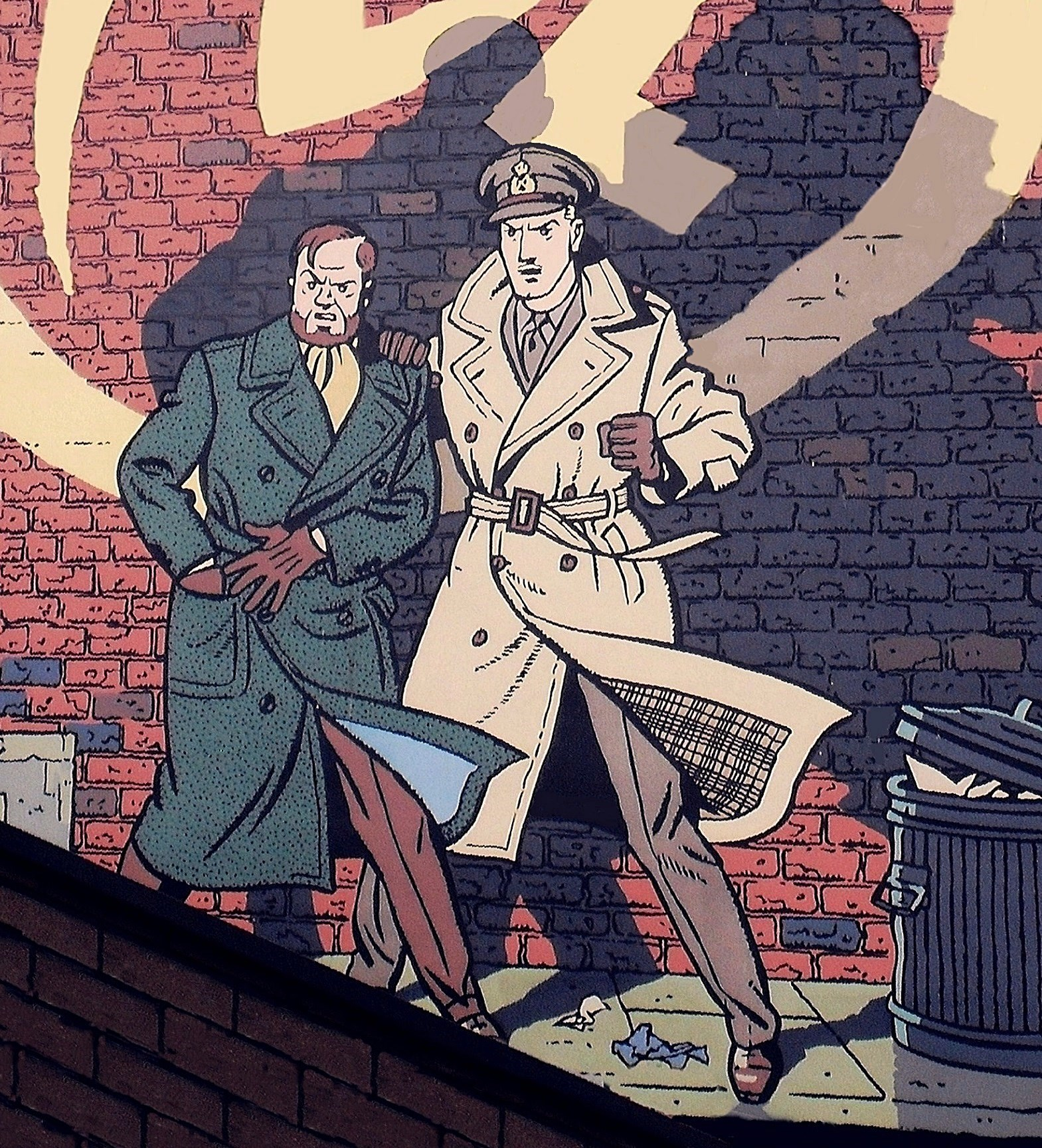
Blake et Mortimer peints sur un mur de la ville de Bruxelles, dans une fresque qui reprend la couverture de La Marque jaune.

Le professeur Jonathan Septimus apparaît pour la première fois dans la sixième planche de La Marque jaune dont la prépublication dans le magazine Tintin commence le 5 août 1953. Quand l'histoire débute, il passe la soirée au Centaur Club en compagnie du rédacteur en chef du Daily Mail, Leslie Macomber, du juge Hugh Calvin et du professeur Raymond Vernay. Il est présenté, comme ces derniers, au capitaine Francis Blake du MI5, le service de renseignement britannique, et à son ami Philip Mortimer. La ville de Londres est alors plongée dans la psychose après qu'un mystérieux personnage a commis une série de méfaits en signant ses actes de la lettre μ tracée à la craie jaune.
Après les enlèvements successifs de Vernay, Macomber et Calvin, le capitaine Blake décide de placer Jonathan Septimus sous protection policière et le convainc de quitter Londres. Mais le docteur est enlevé à son tour dans le train qui devait le conduire dans le Suffolk, où il possède un cottage. Pendant que Blake et l'inspecteur Glenn Kendall de Scotland Yard, suivent plusieurs pistes, Mortimer mène l'enquête de son côté et découvre un lien entre les quatre victimes : une affaire remontant à 1922 concernant la publication d'un livre intitulé The Mega Wave (L'Onde Méga), écrit par un mystérieux Dr Wade. Il déniche un exemplaire du livre et devine la véritable identité de son auteur, qui n'est autre que Jonathan Septimus. Il se rend aussitôt en taxi à Limehouse Dock où la Marque jaune a tendu un piège au capitaine Blake pour tenter de l'éliminer. Mis en fuite par la police, le criminel est intercepté par Mortimer. Ce dernier se lance dans une poursuite qui le mène à son repaire. Là, il découvre avec stupeur que, sous les traits de la Marque jaune, se cache son grand ennemi Olrik, manipulé par le Dr Septimus lui-même.
Le Dr Septimus livre alors toute la vérité à Mortimer, qu'il maintient en captivité. Blake et Kendall finissent par retrouver sa trace grâce au conducteur du taxi qui l'avait conduit à Limehouse Dock. La police investit la maison de Septimus et s'attaque à la porte blindée qui mène au laboratoire secret du professeur. Dans le même temps, au sein de ce dernier, Olrik est brusquement libéré de l'influence du docteur par une formule prononcée par Mortimer. Il se retourne contre son maître et l'anéantit avec sa propre machine. Le Dr Septimus est alors réduit en fumée.

#### L'Onde Septimus

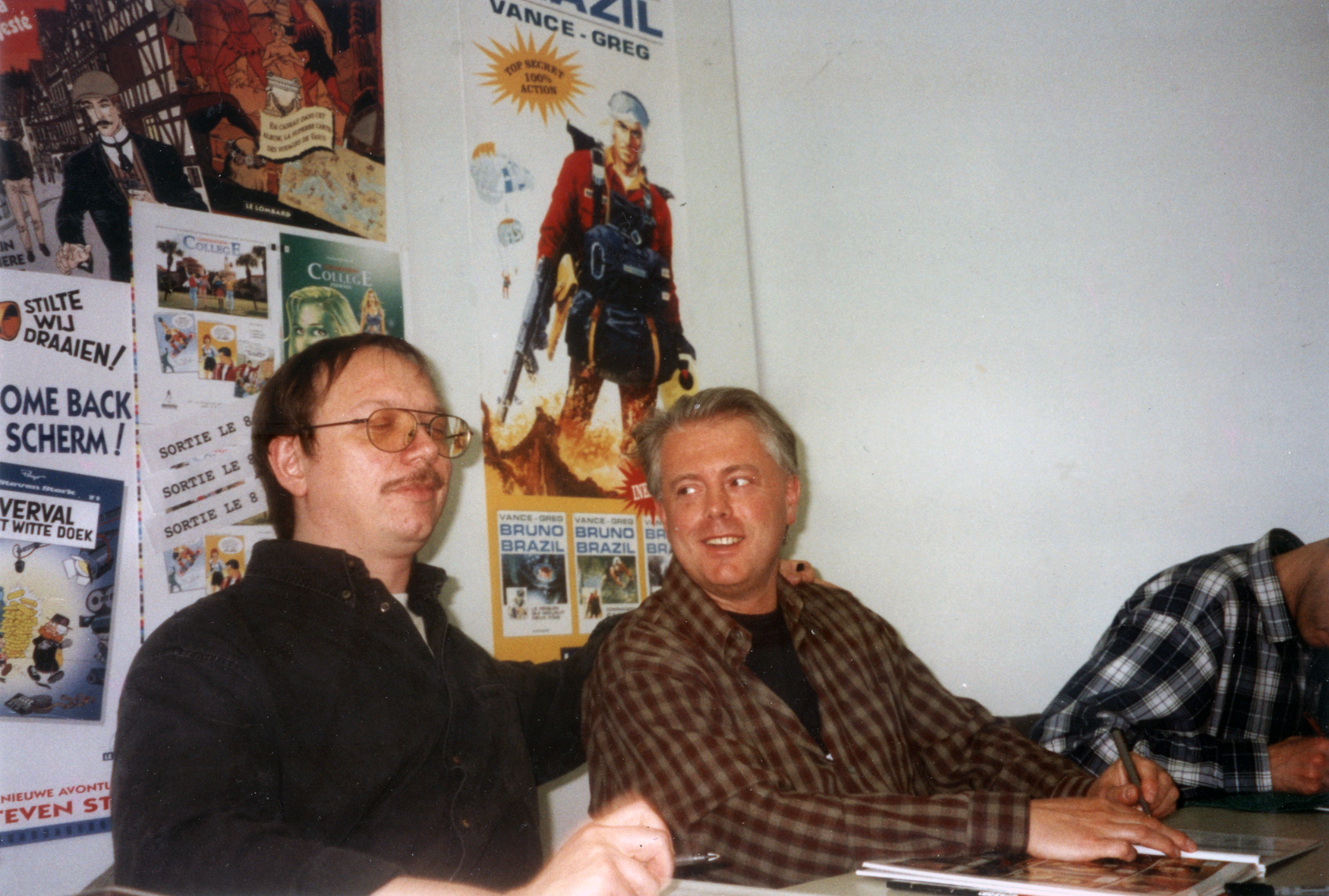
Jean Dufaux (à droite) poursuit l'intrigue de La Marque jaune dans L'Onde Septimus.

En 2013 est publié L'Onde Septimus, le vingt-deuxième album de Blake et Mortimer, scénarisé par Jean Dufaux et dessiné par Antoine Aubin et Étienne Schréder. Cette aventure est une suite de La Marque jaune : l'histoire reprend quelques mois après la fin de celle-ci et fait revenir plusieurs personnages déjà présents dans l'album de Jacobs. Dans ce récit, quatre admirateurs du professeur Jonathan Septimus — le lieutenant McFarlane, Lady Rowana, le banquier Oscar Balley et le professeur Evangely — se préparent à continuer son œuvre en secret. De son côté, le professeur Mortimer tente lui aussi de percer le secret de l'onde Méga dans le laboratoire qu'il installe dans la banlieue de Londres. Pendant son absence, le télécéphaloscope s'active de lui-même et fait apparaître une réplique du Dr Septimus.
Par la suite, le capitaine Blake enquête sur un mal mystérieux qui frappe les troupes du Major Banks, plongées dans un délire où ils se préparent à une attaque ennemie et qui sont soignées au Bedlam Hospice. Il découvre alors, dans une grotte aux dimensions imposantes, une sorte de vaisseau spatial couché sur le côté. Il y pénètre et rencontre l'image du Dr Septimus dans une grande colonne de cristaux liquides. Cette image disparaît pour laisser place à une forme revêtue d'un scaphandre qui commande probablement ce vaisseau. Dans le même temps, Mortimer est retenu prisonnier dans le laboratoire du professeur Evangely, qui a également mis la main sur Olrik. Mortimer parvient à déclencher l'éclateur du télécéphaloscope avant d'être assommé, cependant qu'une foule de Septimus se presse à l'extérieur de l'entrepôt comme dans les rues de Londres. Le dérèglement du télécéphaloscope semble ainsi pouvoir générer la silhouette du docteur à l'infini.
Le capitaine Blake se résout à détruire le mystérieux engin spatial, tandis que Mortimer, allié de circonstance d'Olrik, utilise sur lui le télécéphaloscope en lui donnant cette fois le contrôle de l'onde Méga. Le colonel rejoint Blake dans le vaisseau, lui enjoint de partir et déclenche l'explosion qui le détruit.

#### Autres apparitions
En 2020, Jean Dufaux est au scénario d'une nouvelle suite, Le Cri du Moloch, vingt-septième album de la série dessiné par Christian Cailleaux et Étienne Schréder. Jugée peu convaincante par la critique, cette aventure clôt une sorte de triptyque entamé par La Marque jaune. Le rôle de Jonathan Septimus est cette fois réduit, bien qu'il soit cité à plusieurs reprises dans l'album, notamment quand Mortimer dresse un résumé des aventures précédentes ou quand le disque avec lequel le docteur hypnotisait ses victimes est mis aux enchères. Sa silhouette réapparaît lorsque Francis Blake projette un camion d'explosifs sur le Moloch qui est anéanti.

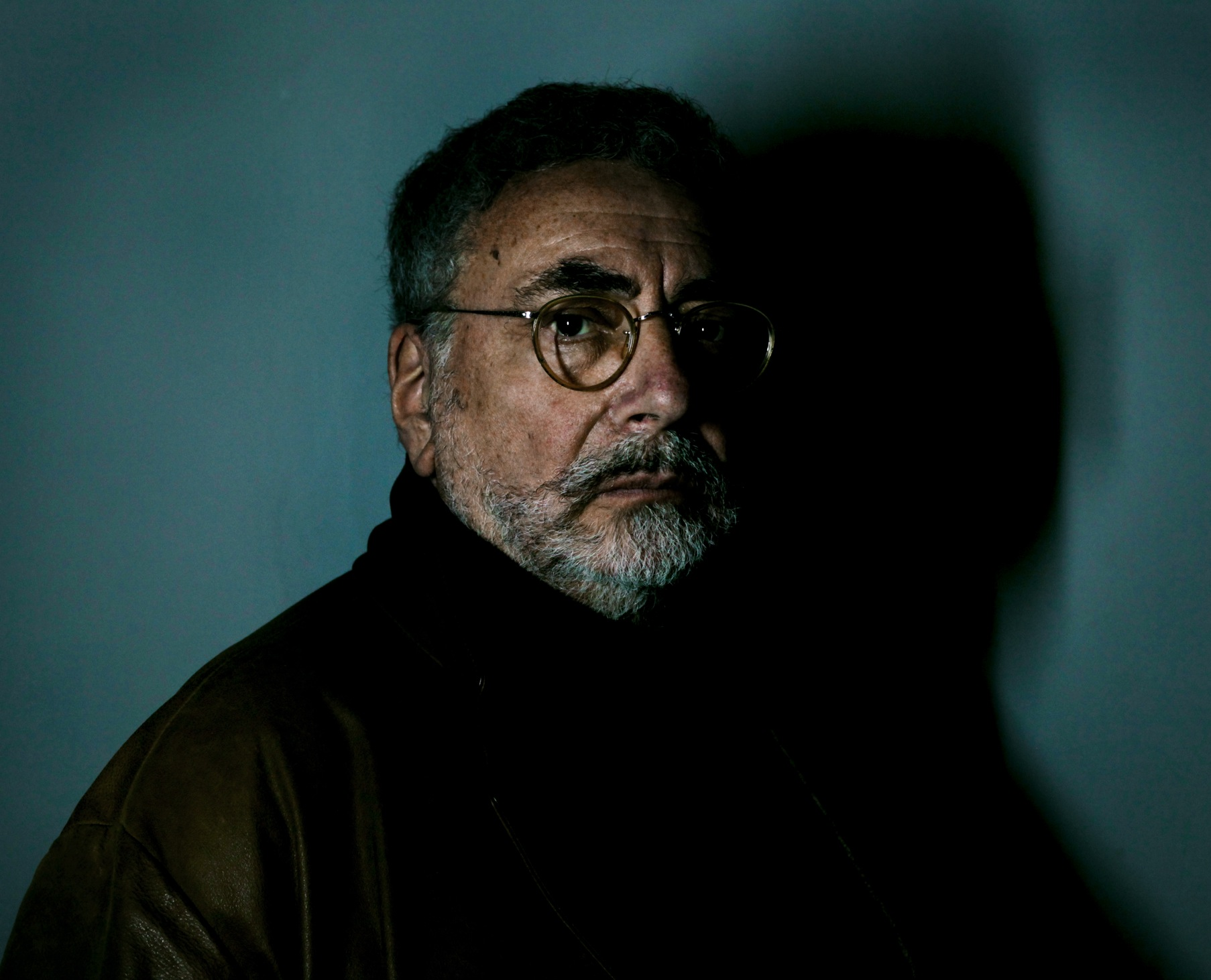
François Rivière, l'un des biographes de Jacobs et auteur de La Fiancée du Dr Septimus.

En septembre 2021, les éditions Blake et Mortimer font paraître La Fiancée du Dr Septimus, un album illustré écrit par François Rivière et illustré par Jean Harambat qui figure parmi les hors-série. Cette aventure est non seulement un hommage direct à Edgar P. Jacobs et à La Marque jaune, mais également aux films du réalisateur britannique James Whale comme La Fiancée de Frankenstein, sorti en 1935. Dans ce récit, ce dernier revient à Londres dans les années 1950 dans le but d'adapter au cinéma l'affaire de La Marque jaune. Le professeur Mortimer, qui a participé à la résolution de l'affaire, doit apporter son expertise pour le tournage.
Une série d'évènements mystérieux conduit les deux hommes, accompagnés de Richard Murray, le neveu de Francis Blake, à se rendre au cottage abandonné du docteur Septimus. Ils y découvrent un laboratoire secret dans lequel est conservé le cerveau de la biologiste Ursula Phelps, la compagne de Septimus. Grâce aux travaux de ce dernier, l'organe, maintenu en vie et relié à un dispositif électrique, est capable de commander aux machines. Il est finalement détruit par le feu par le professeur Mortimer,.

## Sources d'inspiration

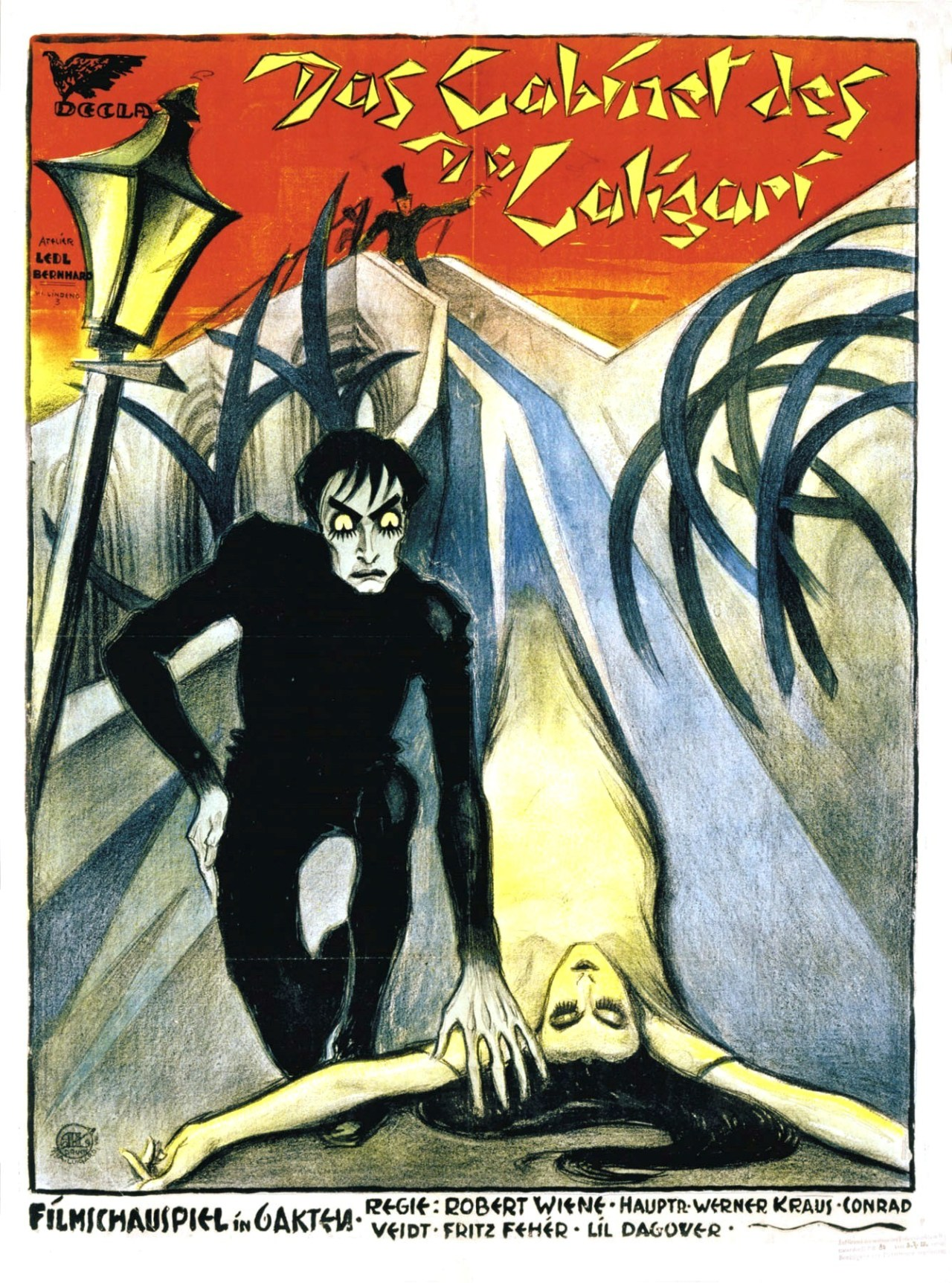
L'affiche du film Le Cabinet du docteur Caligari, dont la trame inspire Jacobs.

Les albums de Blake et Mortimer sont ponctués de références cinématographiques,. Le nom du docteur Jonathan Septimus est directement inspiré du personnage de Septimus Pretorius, un être maléfique qui seconde le savant Victor Frankenstein dans le film du réalisateur anglais James Whale, La Fiancée de Frankenstein, sorti en 1935,.
Par ailleurs, Le Cabinet du docteur Caligari, un film de Robert Wiene datant de 1920, inspire largement Jacobs lors de l'écriture du scénario de La Marque jaune, tant pour son atmosphère onirique et cauchemardesque que pour la relation de maître à esclave qui se noue entre les protagonistes de l'histoire. Dans cette œuvre, le docteur Caligari use de l'hypnose sur le personnage de Cesare pour que ce dernier commette des crimes à sa place, ce qui permet au docteur d'assouvir son désir de vengeance envers la société, à l'instar du Dr Septimus qui manipule Olrik dans La Marque jaune. Jonathan Septimus évoque également le personnage du docteur Mabuse, créé par l'écrivain luxembourgeois Norbert Jacques et mis en scène par Fritz Lang dans le film Docteur Mabuse le joueur en 1922. De même que Mabuse, Septimus menace l'ordre moral et politique de son pays.

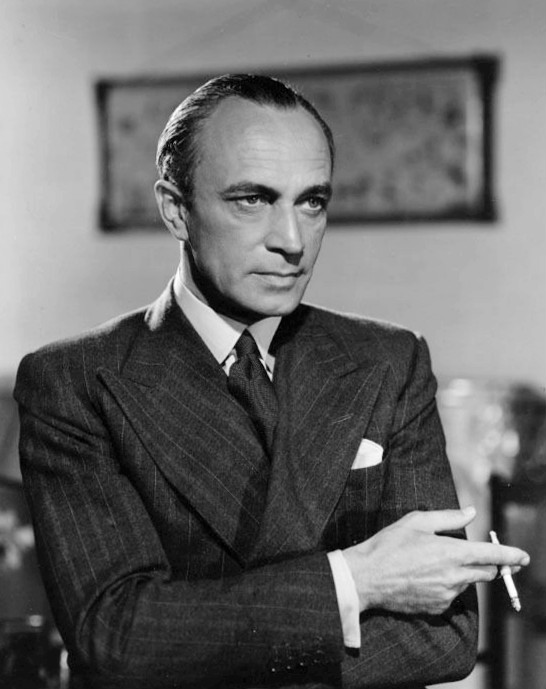
Conrad Veidt (en 1941) inspire les traits du Dr Septimus.

Ses inspirations physiques sont multiples : Edgar P. Jacobs reprend les traits de l'oncle de sa compagne, Arthur Vasselio, mais s'inspire également de l'acteur Conrad Veidt dans le film Le Crime du docteur Warren de Friedrich Wilhelm Murnau, sorti en 1920.
La personnalité de Septimus recouvre elle aussi de multiples inspirations : outre le docteur Caligari et le docteur Mabuse déjà cités, le docteur imaginé par Jacobs reprend également le côté savant fou, mégalomane et meurtrier du Dr Gogol, incarné par Peter Lorre dans Les Mains d'Orlac de Karl Freund en 1935,.

## Analyse

### L'archétype du savant fou

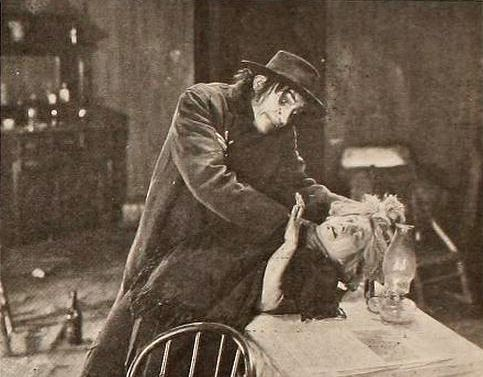
Le Dr Septimus incarne, comme le docteur Jekyll de Robert Louis Stevenson, ici interprété par Sheldon Lewis dans un film de 1920, le savant fou et maudit.

Le sémiologue Pierre Fresnault-Deruelle soutient que La Marque jaune se rapproche du courant esthétique dit du « merveilleux noir », qu'il décrit comme « un rejeton du romantisme anglo-saxon, où le plaisir de la peur constitue le
ressort majeur de la narration », et voit le Dr Septimus une sorte d'écho au personnage principal de L'Étrange Cas du docteur Jekyll et de M. Hyde, le roman de Robert Louis Stevenson. Jonathan Septimus est « l'archétype du savant fou » et devient le premier représentant de la figure du scientifique génial et démoniaque opérant dans un laboratoire secret, tel que les affectionne Edgar P. Jacobs. L'auteur fait ensuite intervenir le professeur Miloch dans SOS Météores et Le Piège diabolique, un rôle repris par le Dr Zong dans L'Étrange Rendez-vous, album scénarisé par Jean Van Hamme. Plus largement, par sa désintégration à la fin de l'album, Jonathan Septimus s'inscrit dans la tradition littéraire du « savant maudit », qui « est traditionnellement anéanti par sa propre création ».

### Incarnation du Mal et du mensonge

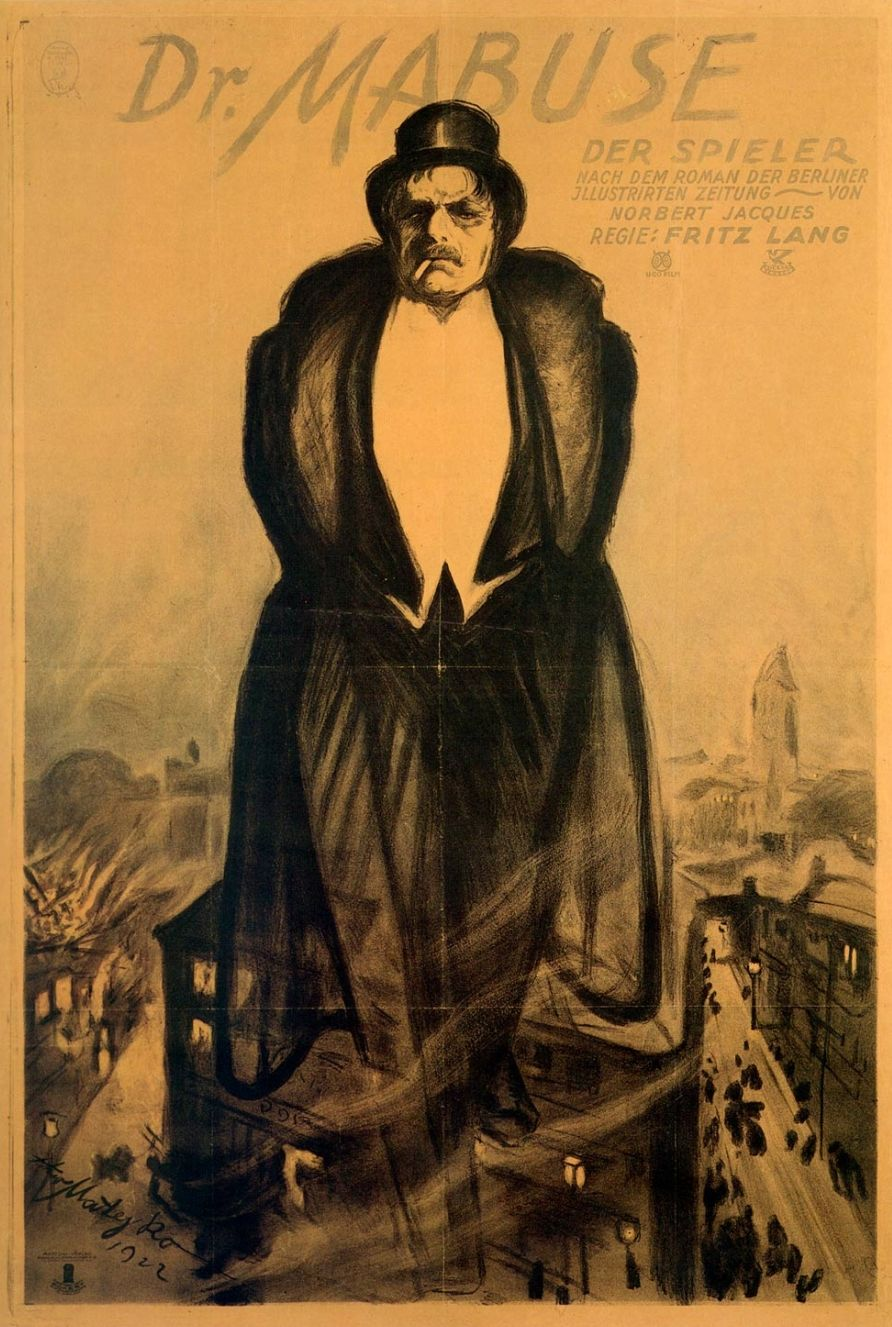
Le docteur Mabuse, autre figure littéraire du savant maudit, ici sur une affiche du film de Fritz Lang, Docteur Mabuse le joueur (1922).

L'universitaire Luc Routeau relève que le visage de Septimus agit comme un masque qui cache sa double personnalité. Par ailleurs, il affirme que son nom renferme une connotation sans équivoque. Son prénom, Jonathan, renvoie directement à une figure biblique, tandis que son patronyme se compose de deux sèmes : « sept », considéré dans la symbolique des nombres comme un chiffre sacré, et « mus », une terminaison latino-germanique qui « renvoi[e] à l'espace trouble de la connaissance occulte » du Moyen Âge, à l'image de l'apothicaire et astrologue français Michel de Nostredame, dit Nostradamus. Pour Luc Routeau, « Septimus contracte en son nom la perfection et le savoir sacrilège qui, ayant percé le secret des choses, leur commande ; cette conjonction linguistique de la profanation et de la perfection inverse le symbole du chiffre : si Septimus possède la perfection, c'est d'une perfection dans le Mal qu'il s'agit ». En créant la Marque jaune, le Dr Septimus s'affranchit des lois de la société et viole « l'interdit naturel reconnu par le groupe ». De fait, il devient le génie du Mal et « s'inscrit au paradigme des savants maudits » comme avant lui d'autres figures littéraires et cinématographiques, à l'image du docteur Mabuse ou du docteur Caligari.
Jonathan Septimus incarne le mensonge car, pour exercer sa vengeance, « il utilise l'apparente unité de son état public comme couverture de sa
dualité privée ». Sa duplicité repose à la fois sur un leurre et sur un dédoublement, puisqu'il fait d'Olrik l'instrument de cette vengeance. En d'autres termes, c'est lui qui agit directement à travers sa créature, par le biais du « télécéphaloscope », et celle-ci devient son prolongement tout en lui assurant l'impunité. La respectabilité et la sociabilité de Septimus ne sont qu'une apparence « provoquée et entretenue », destinée à cacher la véritable personnalité de ce savant pervers, concepteur d'une « machination diabolique ». Luc Routeau y voit une référence directe au satanisme dans la mesure où, dans les représentations occidentales traditionnelles, celui-ci se caractérise par sa duplicité.

### Septimus et le contrôle des images
Pierre Masson, professeur de littérature, considère La Marque jaune comme « la démonstration qu'une certaine vision du monde […] est impuissante à en contrôler la totalité », l'album reprenant « la distinction entre nature et artifice qui court tout au long de l'œuvre de Jacobs ». Dans l'univers de l'auteur, les moyens de communication audiovisuels ont une importance capitale et fournissent des informations irréfutables et décisives aux protagonistes, ce qui l'oppose à l'autre grand dessinateur de sa génération, Hergé, créateur des Aventures de Tintin. Ainsi dans La Marque jaune, c'est grâce au poste de télévision dans la bibliothèque de Septimus que Blake découvre la présence de Mortimer dans le laboratoire secret du docteur. Le signe visuel apparaît donc « porteur de vérité et de puissance sur le monde réel ».
Pour autant, l'image n'est pas la réalité elle-même, et le Dr Septimus finit par perdre le contrôle de sa créature car en « voulant utiliser le regard de ce dernier comme un simple objectif transmetteur d’images, il finit par oublier la valeur qu'elles peuvent avoir pour lui ». Ainsi, quand Olrik pénètre dans l'appartement de Blake et Mortimer, la vue de statues égyptiennes le rappelle à l'envoûtement qu'il subit dans Le Mystère de la Grande Pyramide et « le trouble au point de le détourner du but fixé par Septimus ». Par ailleurs, Pierre Masson estime que le monde environnant n'est qu'un « réservoir de signes vides » pour Septimus, qui ne leur accorde d'autre importance que ceux-ci transmettent un vrai message, à savoir le sien. Pour Pierre Masson, « c'est ainsi qu'on peut comprendre sa manie de faire déposer en tout lieu sa marque, indice de son pouvoir (m pour méga ?), et son mépris à l'égard des objets dont il s'empare : la couronne royale, symbole pour la foule, est sans valeur à ses yeux et traîne dans un coin, rangée dans un carton à chapeau ». Le Dr Septimus, qui pense être capable de voir à distance à travers les yeux de sa créature, est en fait aveugle « parce qu'il considère la réalité visible comme une page blanche où imprimer son nom, comme des images sans texte, donc manipulables à son gré ».

## Interprétations et postérité

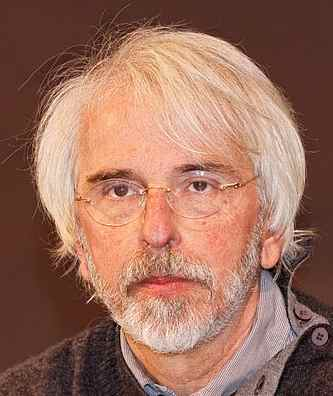
L'écrivain Philippe Delerm déclare son admiration pour La Marque jaune dans un de ses livres.

Dans les années 1950, La Marque jaune est adaptée en feuilleton radiophonique repris par la suite en disque 33 tours, en cassette audio et en CD. Dans cette adaptation, l'acteur Maurice Jacquemont prête sa voix au Dr Septimus,,.
À la fin des années 1970, le publicitaire Michel Marin envisage de porter La Marque jaune à l'écran, et convainc Jacobs de lui accorder une option sur les droits de l'album en décembre 1977. La productrice Irène Silberman s'associe au projet qui aboutit, en avril 1983, au tournage d'un pilote scénarisé par Jean Van Hamme. Celui-ci met en scène Michel Vitold dans le rôle de Septimus, mais le projet est finalement abandonné. En 1997, l'histoire est adaptée en dessin animé par Éric Rondeaux dans la série d'animation Blake et Mortimer. Dans l'épisode, diffusé pour la première fois à la télévision le 26 avril 1997, Jonathan Septimus est interprété par le comédien Hervé Bellon.
En décembre 1984, François Rivière et Francis Carin publient une histoire courte en 14 planches dans un numéro spécial du journal Tintin. Ce récit, intitulé Edgar P. Jacobs dans Le Théâtre du mystère, se propose d'imaginer comment ce dernier, chanteur lyrique, est devenu auteur de bande dessinée. Il fait intervenir plusieurs de ses personnages, notamment le Dr Septimus, repris sous les traits du professeur Adrianus, qui se rend au domicile de Jacobs pour lui annoncer qu'il a été choisi pour devenir le « Grand Prêtre du Mystère » et doit alors mettre ses dons d'illustrateur au service de ce genre nouveau qu'est la bande dessinée.
Par ailleurs, le Dr Septimus est cité par l'écrivain Philippe Delerm dans Les Eaux troubles du mojito. Et autres belles raisons d'habiter sur terre, paru en 2015, dans un chapitre consacré à La Marque Jaune.